# Красько, Исай Ефимович
Исай Ефимович Красько (укр. Ісай Юхимович Красько; 20 февраля 1922, Харьков, Украинская ССР — 2 февраля 2002) — советский и украинский учёный-правовед, специалист в области гражданского права. Доктор юридических наук (1983), профессор (1985), профессор кафедры гражданского права Национальной юридической академии Украины имени Ярослава Мудрого. Участник Великой Отечественной и советско-японской войн.

## Биография
Исай Красько родился 2 февраля 1922 года в Харькове. В 1939 году поступил в Харьковский юридический институт, который окончил в 1943 году. После окончания института поступил туда же в аспирантуру.
Был участником Великой Отечественной и советско-японской войн. Служил в рядах Красной армии с 5 июня 1944 года, имел звание младшего лейтенанта.
Исай Ефимович Красько скончался 2 февраля 2002 года.

## Награды
Исай Ефимович был удостоен ордена Отечественной войны II степени (6 ноября 1945), а также медалей: «За победу над Германией в Великой Отечественной войне 1941—1945 гг.» (1945), «За победу над Японией» (1946), «Двадцать лет Победы в Великой Отечественной войне 1941—1945 гг.» (1965), «50 лет Вооружённых Сил СССР» (1967) и «За доблестный труд. В ознаменование 100-летия со дня рождения Владимира Ильича Ленина» (1970).